# Alburnoides ohridanus
Alburnoides ohridanus — риба родини ялецеві роду бистрянка (Alburnoides). Поширена на Балканах: Охридське озеро в Македонії і Албанії. Прісноводна бентопелагічна риба, до 9 см довжиною.